# Sønderå
Sønderå är ett vattendrag i Danmark, på gränsen till Tyskland. En del av ån utgör gräns mellan Danmark och Tyskland. Den indgår i Natura 2000 området Sønder Ådal.
Vattendraget rinner ut från Store Søgård Sø, lite öster om Kliplev. Första delen av vattendraget kallas Bjerndrup Mølleå. Söder om Tinglev rinner det samman med Gejl Å och får namnet Sønderå. På väg mot utloppet i Vidå söder om Tønder tillstöter flera mindre vattendrag. 